# 第2次シュレーダー内閣 (メクレンブルク＝シュヴェリーン自由国)
第2次シュレーダー内閣（Kabinett Schröder II）は、パウル・シュレーダーを首班とするメクレンブルク＝シュヴェリーン自由州の政府。1927年3月8日に発足し、1929年7月9日まで続いた。
メクレンブルク＝シュヴェリーン自由州議会は1927年3月8日に投票を行い、首相その他の国務大臣を決定した。1929年7月9日、辞任。
| 職名                          | 氏名                 | 所属             |
| ----------------------------- | -------------------- | ---------------- |
| 首相 外務大臣 内務大臣        | パウル・シュレーダー | ドイツ社会民主党 |
| 財務大臣 農業国土林業大臣     | ユリウス・アッシュ   | ドイツ社会民主党 |
| 司法大臣 教育芸術医学医療大臣 | リチャード・メラー1  | ドイツ民主党     |

1 リチャード・メラーはマーティン・シュタンマーと争い、抽選による選出となった。